# HMS Ultimatum (P34)
L'HMS Ultimatum (nº de gallardet : P34) va ser un submarí de la classe Umpire (més coneguda com U-class) de la Royal Navy. Va ser construït l'any 1941 per Vickers-Armstrongs a Barrow-in-Furness (Anglaterra).

## Disseny i descripció
L'Ultimatum formava part del tercer grup de submarins de classe U que es va ampliar i millorar lleugerament respecte al segon grup anterior de la pròpia classe. Els submarins tenien una longitud total de 60 metres i desplaçaven 549 t a la superfície i 742 t submergits. Els submarins de la classe U tenien una tripulació de 31 oficials.
Fins ara aquesta nau ha sigut la única de tota la Royal Navy que ha portat el nom Ultimatum.

## Carrera
En el marc de la Segona Guerra Mundial l'Ultimatum va ser enviat a combatre al Mediterrani, on va enfonsar el vaixell de passatgers italià Dalmatia L., un veler alemany i el submarí italià Ammiraglio Millo. Va ser comandat a partir de gener de 1943 pel tinent Hedley Kett. El 30 d'octubre de 1943 navegant prop del sud-est de Toló, França, l'Ultimatum va atacar el submarí alemany U-73, però sense causar-li danys. Posteriorment es va atribuir erròniament a l'Ultimatum l'enfonsament de l'U-431 durant aquest atac; però l'U-431 va ser enfonsat el 21 d'octubre de 1943 davant d'Alger per les càrregues de profunditat d'un bombarder britànic Vickers Wellington. El destí de l'U-431 va ser revisat i corregit el novembre de 1987 per la Secció de Registres Estrangers del Ministeri de Defensa britànic.
L'Ultimatum també va atacar sense èxit els vaixells mercants italians Ravello, Luciano Manara i Unione, el submarí italià Zaffiro i la patrullera auxiliar alemanya Uj 6073 / Nimeth Allah. Va tenir més sort el 2 de maig de 1944, quan va bombardejar el port de Calamata, Grècia, enfonsant dos vaixells de vela, destruint cinc vaixells a les drassanes i danyant-ne un altre. També va atacar un grup de petits vaixells alemanys, aconseguint colpejar i enfonsar la barcassa alemanya F 811.
L'Ultimatum va sobreviure la guerra i va seguir en actiu uns anys més. Finalment el 23 de desembre de 1949 va ser venut com a ferralla i el febrer de 1950 va ser desballestat a Port Glasgow.

## Llista de comandants
A continuació s'enumeren els comandants de la nau durant tota la vida útil d'aquesta:
- Tinent Peter Robert Helfrich Harrison (RN): del 12 de juny de 1941 al 12 de novembre de 1942
- Tinent Desmond Samuel Royce Martin (RN): del 12 de novembre de 1942 al 3 de desembre de 1942
- Tinent Roger Cresswell Bucknall (RN): del 3 de desembre de 1942 al 27 de gener de 1943
- Tinent William Hedley Kett (RN): del 27 de gener de 1943 al 27 de desembre de 1944
- Tinent Charles Henry Hammer (RN): del 27 de desembre de 1944 al 5 de febrer de 1945
- Tinent Peter Dove Courtenay Bennett (RN): del 5 de febrer de 1945 a l'11 de juny de 1945
- Tinent Alan Flockhart Esson (RNR): de l'11 de juny de 1945 al 28 de juny de 1945
- Tinent John Oldham Coote (RN): del 28 de juny de 1945 al 4 de setembre de 1945
- Tinent Roger Cresswell Bucknall (RN): des del 4 de setembre de 1945 fins a principis de 1946

RN: Royal Navy - RNR: Reserva Naval Reial